# Sebastian Selin
Johan Sebastian Selin, född 11 januari 2003, är en svensk fotbollsspelare som spelar för Åsane Fotball.

## Klubblagskarriär
Sebastian Selins moderklubb är Västerås IK. Efter att ha A-lagsdebuterat i Division 3 som 15-åring och därefter blivit förstemålvakt som 16-åring skrev han sommaren 2019 på för Västerås SK. Selin fullföljde dock säsongen med Västerås IK, vilken slutade med att klubben blev degraderade till Division 4.

### Västerås SK
Sommaren 2020 skrev Västerås SK och Fagersta Södra IK på ett samarbetsavtal, vilket möjliggjorde för Selin att representera båda klubbarna. Kort därefter fick han också debutera i Superettan. En skada på förstemålvakten Anton Fagerström gjorde att Sebastian Selin fick chansen från start när Västerås SK besegrade Ljungskile SK med 2-1 den 20 juli 2020. Framträdandet blev hans enda i Superettan under året. Därutöver gjorde han även en handfull matcher med Fagersta Södra IK i Division 2.
Säsongen 2021 inleddes med att Selin provspelade med portugisiska Vitória de Guimarães. Istället för en utlandsflytt lånade Västerås SK dock ut honom till Superettan-konkurrenten Akropolis IF. Debuten, i den sjunde omgången, blev dock mardrömslik. En stor tabbe från Selin innebar att Akropolis IF förlorade med 0-1 mot IFK Värnamo den 24 maj 2021.
Då Akropolis IF kort efter lånet värvade in John Alvbåge och Orestis Menka blev speltiden knaper för Selin. Därför beslutade parterna redan under sommaren att avbryta säsongslånet. Kort därefter ingick Västerås SK istället ett samarbetsavtal med Hammarby TFF i Ettan Norra, vilket gjorde det möjligt för Selin att spela för båda klubbarna under höstsäsongen.

### Hammarby IF
Efter att ha spenderat hösten 2021 på lån hos Hammarby TFF köptes Selin i januari 2022 loss av Hammarby IF. Kontraktet med "Bajen" skrevs över fyra år. I samband med övergången meddelade Hammarby IF att Selin sannolikt kommer spendera även säsongen 2022 hos farmarklubben Hammarby TFF. Sportchef Jesper Jansson kommunicerade i samma veva att Selin är "en av landets mest lovande unga målvakter".

## Landslagskarriär
Sebastian Selin har representerat Sveriges U19-landslag. Han landslagsdebuterade i en 0-3-förlust mot Finland den 4 september 2021 och spelade senare samma höst två matcher i kvalet till U19-EM 2022.

## Statistik
| Klubb                   | Säsong             | Liga                      | Liga    | Liga | Nationell cup | Nationell cup | Internationell cup | Internationell cup | Övrigt  | Övrigt | Totalt  | Totalt |
| Klubb                   | Säsong             | Division                  | Matcher | Mål  | Matcher       | Mål           | Matcher            | Mål                | Matcher | Mål    | Matcher | Mål    |
| ----------------------- | ------------------ | ------------------------- | ------- | ---- | ------------- | ------------- | ------------------ | ------------------ | ------- | ------ | ------- | ------ |
| Västerås IK             | 2018               | Division 3 Norra Svealand | 1       | 0    | 0             | 0             | -                  | -                  | -       | -      | 1       | 0      |
| Västerås IK             | 2019               | Division 3 Norra Svealand | 16      | 0    | 0             | 0             | -                  | -                  | -       | -      | 16      | 0      |
| Totalt                  | Totalt             |                           | 17      | 0    | 0             | 0             | -                  | -                  | -       | -      | 17      | 0      |
| Västerås SK             | 2020               | Superettan                | 1       | 0    | 0             | 0             | -                  | -                  | -       | -      | 1       | 0      |
| Västerås SK             | 2021               | Superettan                | 1       | 0    | 0             | 0             | -                  | -                  | -       | -      | 1       | 0      |
| Totalt                  | Totalt             |                           | 2       | 0    | 0             | 0             | -                  | -                  | -       | -      | 2       | 0      |
| Fagersta Södra IK (lån) | 2020               | Division 2 Norra Svealand | 4       | 0    | 0             | 0             | -                  | -                  | -       | -      | 4       | 0      |
| Akropolis IF (lån)      | 2021               | Superettan                | 3       | 0    | 0             | 0             | -                  | -                  | -       | -      | 3       | 0      |
| Hammarby TFF (lån)      | 2021               | Ettan Norra               | 9       | 0    | 0             | 0             | -                  | -                  | -       | -      | 9       | 0      |
| Totalt i karriären      | Totalt i karriären | Totalt i karriären        | 35      | 0    | 0             | 0             | 0                  | 0                  | 0       | 0      | 35      | 0      |